# Russula brevipes
Russula brevipes es una especie de hongo comestible, basidiomiceto de la familia Russulaceae.

## Características
El sombrero (píleo) es convexo aplanado y cuando madura está hundido en el centro, puede medir hasta 30 cm de diámetro, su color es blanquecino amarillento, el estipe es cilíndrico, de color blanquecino , puede medir hasta 3,8 cm de largo y tener un grosor de 4 cm.

## Comestibilidad
Se pueden comer cuando están parasitados con Hypomyces lactifluorum, convirtiéndolos en una carne con gusto a marisco y de color parecido al de las langostas.